# 日本—印度关系
日本－印度关系指日本国与印度共和国之间的国际关系。
纵观历史，日本与印度间一直保持着稳定的关系。几个世纪以来，印度与日本间就有悠久的文化交流，佛教从印度传入中国，间接进入了日本。第二次世界大战期间，日军支持钱德拉·鲍斯的印度国民军对抗英国军队。现在，印度是日本政府最大的发展援助对象。日本和印度都处于各自历史的关键时刻。
印度独立以来，两个国家一直保持着温和的政治关系。经济上，日本企业如索尼、丰田、本田，在印度建有大量厂房，随着印度经济的发展，印度也逐渐成为日本企业最重要的市场。事实上，日本企业是第一批在印投资的企业之一。最具代表性的日本企业是汽车业巨头铃木公司，其合资公司馬魯蒂鈴木公司是印度最大的汽车制造商。
2006年12月，日印关系在印度总理辛格的访日中达到了高潮，双方签署了共同声明，表示将构筑两国间“战略性全球合作伙伴”关系。日本资助印度的许多基础设施建设，比如德里的地铁系统。2007年，日本自卫队参加了代号为“马拉巴尔－07”（Malabar 2007）的海上联合军演，这也涉及印度、澳大利亚、新加坡和美国。此外，2007年还是“日印友好年”。

## 历史关系

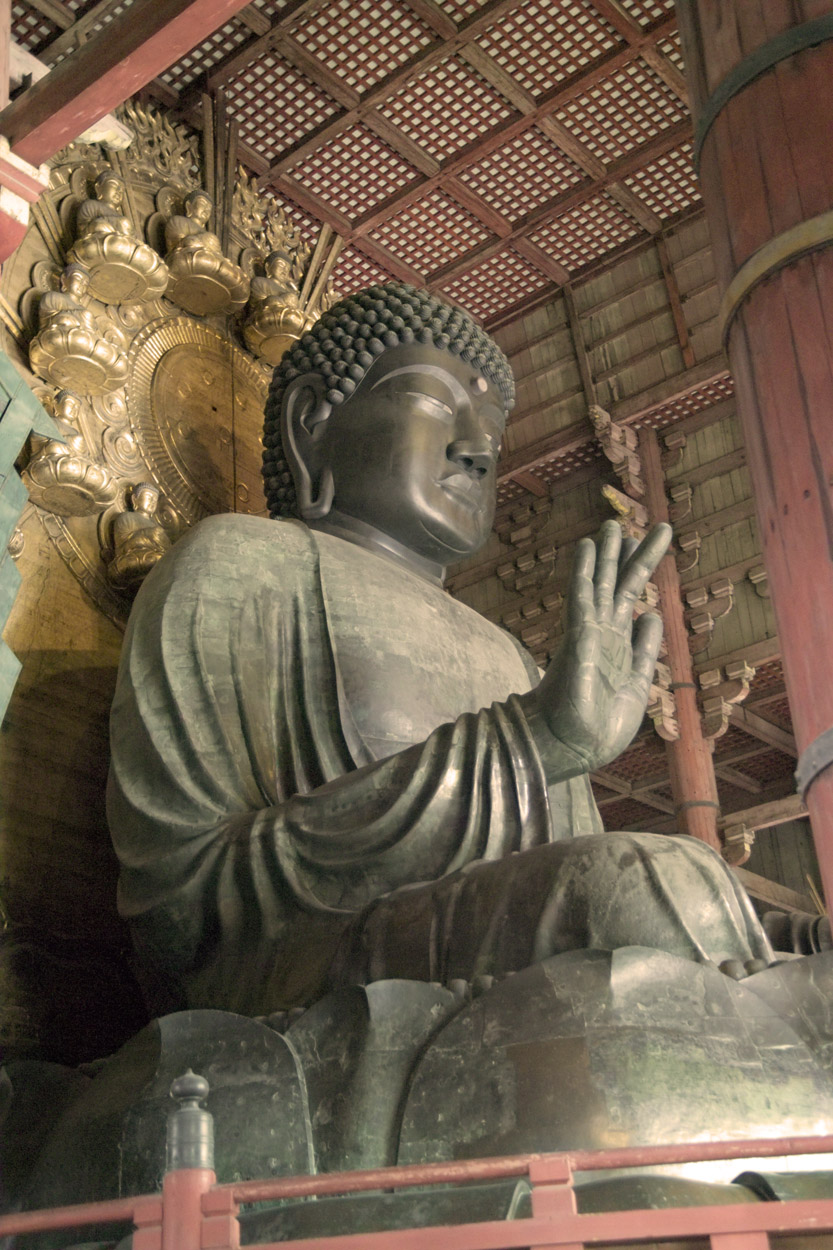
奈良东大寺的卢舍那大佛

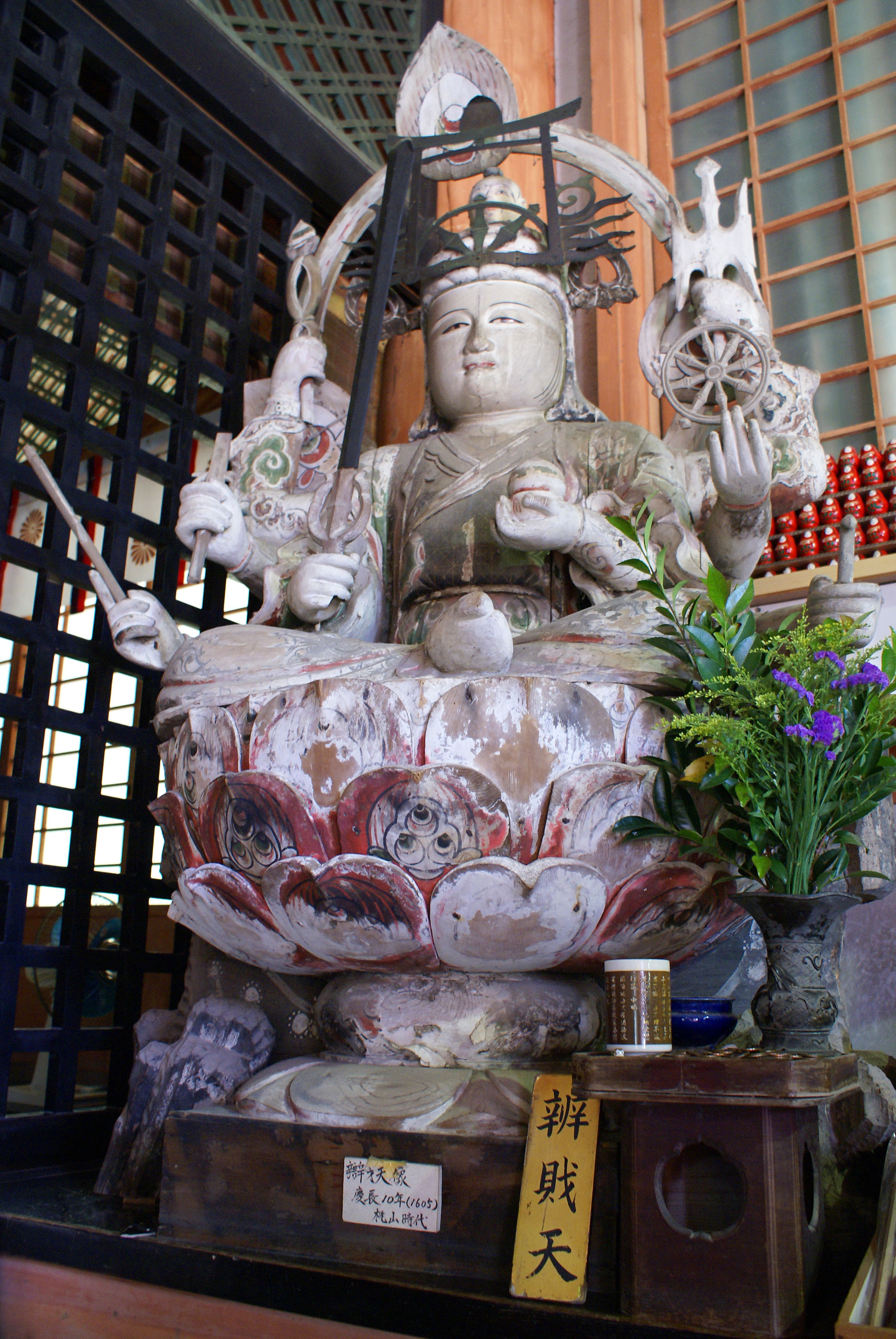
辯才天，七福神之一，源于印度教女神辩才天女

日本与印度间的文化交流始于6世纪初佛教之传入日本。印度高僧菩提僊那在736年东渡日本传播佛法，并为奈良东大寺的卢舍那大佛举行了开光仪式。由此，佛教和与之相连的印度文化开始影响日本文化，时至今日，这两个国家间仍有自然的亲切感。
日本与印度两国借佛教得以联系，僧侣与学者互相往来：印度僧侣自8世纪便访问日本，古代印度佛教中心那烂陀寺也早有关于日本留学生的记载，在众多日本旅行者中，最著名的便是江户时代的天竺德兵卫（1612–1692），其名天竺即为印度古称。
两国之间的文化交流造成了两民族民间传说中的相似之处，印度的辩才天女在日本以辯才天之名为人所知，印度的阎罗，也成了日本佛教众神的一位。在当代流行文化如动漫作品中，亦时常出现一些佛教中的神魔、阿修罗和一些哲学概念。此外，日本的神道教的万物有灵信念也与印度教相似，而有别与世界其他地区的一神教崇拜。古印度的梵语曾被移民至印度的中国祭祀所使用，古老的悉昙文字仍在日本保存有资料，尽管它在印度已然灭绝。日本寺庙的牌坊式大门亦被认为与印度古代的寺庙建筑有关。
16世纪起，日本开始与葡萄牙的印度殖民地联系。日本人以为葡萄牙人来自印度，而基督教乃是一种新的印度宗教。在1596年德川幕府反基督教的迫害中，日本的许多基督徒逃亡到印度果阿。17世纪早期，此地已有一个日本人社区，甚至有葡萄牙人捕获贩卖日本奴隶。同时，葡萄牙船和后来英国上的印度船员（Lascar）也频繁地前往日本。

## 印度独立运动

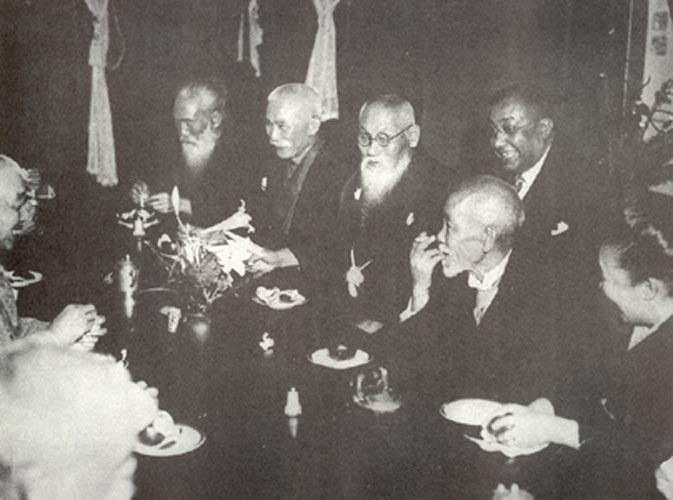
1915年，印度独立运动领袖Rash Behari Bose（右起第二人）和他的日本友人在一次宴会上，中坐者是泛亚主义活动家头山满，他右边是后来任日本首相的犬养毅。

1899年，东京帝国大学开设了梵文和巴利文课程，后来在1903年又办了宗教比较学的课程。在此环境下，一大批印度学生前往日本，在1900年成立了东方青年协会（Oriental Youngmen's Association），他们的反英政治活动造成了英屬印度政府的恐慌。此时，许多印度独立运动活动家从英国统治下逃往日本，印度独立运动的领导人Rash Behari Bose（他以中村屋之名为日本人所知）开创了新的日印关系，而后来曾任日本首相的犬养毅和泛亚主义活动家头山满等人都支持支持印度的独立运动。
20世纪初，日本在二戰前的崛起无疑地影响了印度，标志着亚洲的复苏，印度钦佩地谈论着日本经济的迅速发展。此期，两国著名人物间的书信往来引人注目地增长，例如日本思想家冈仓天心和印度作家泰戈尔、孟加拉诗人Priyamvada Banerjee间建立了友谊。在印度，许多人反感英国的统治，对日本而言，英日同盟已在1923年结束。在两次世界大战期间，自由印度临时政府便以“敌人的敌人是朋友”之观点成为日本帝国的盟友，其战争罪行至今仍有争议。

## 第二次世界大战

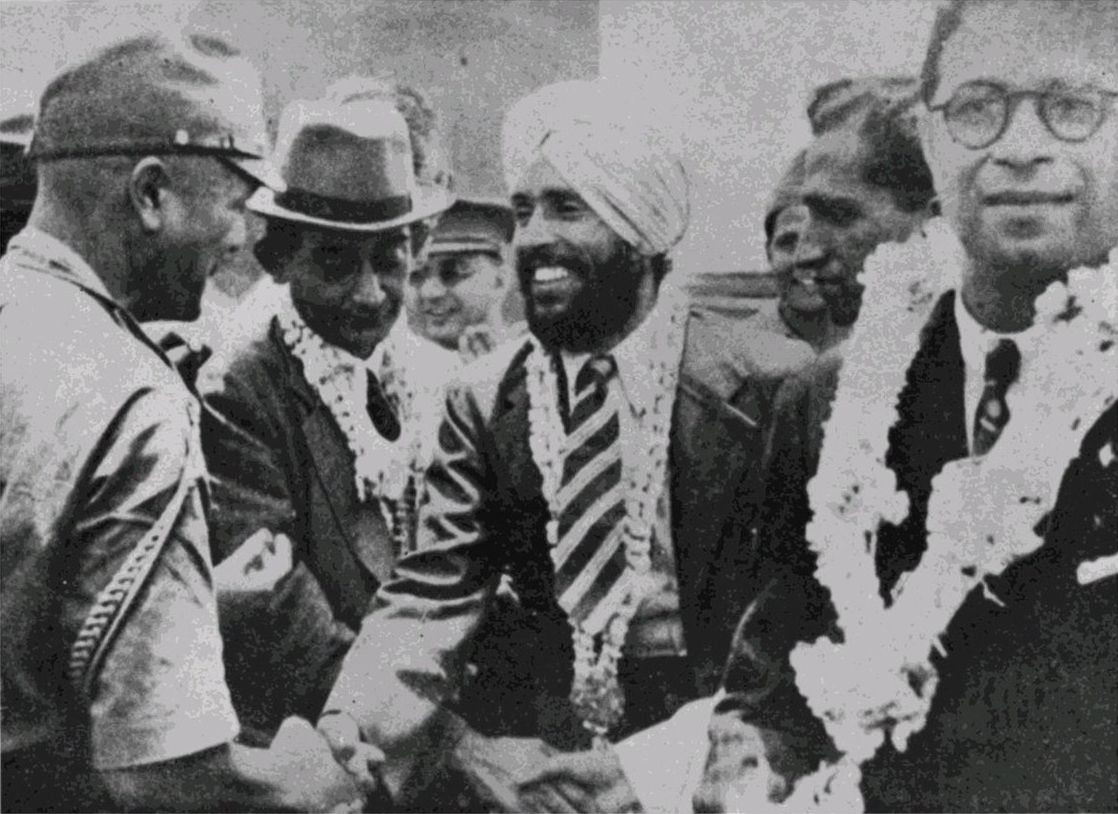
1942年4月，日本藤原岩市少校迎接一位印度国民军的领袖。

日本和印度在印度独立运动中有密切的联系。双方的合作始于日本陆军牟田口廉也（Renya Mutaguchi）中将，时陆军大臣东条英机与领导自由印度临时政府的钱德拉·鲍斯（Subhash Chandra Bose）的对话，临时政府试图从英国人手中解放印度，其武装力量即印度国民军（INA,Indian National Army），由日本征服东南亚后俘获的不列颠印度军团战俘组成。鲍斯渴望国民军立即进入印度，他说服了一些日本人，如牟田口中将，使他们相信预期的胜利将导致英国统治的崩溃。对日本人而言，在印度建立一个亲日政府也是很有吸引力的，它还与日本大东亚共荣圈的表面构想不谋而合：日本之扩张是为了建立“亚洲人的亚洲”，对抗西方殖民主义。
日本政府广泛地支持印度国民军和印度独立联盟争取独立的斗争，双方甚至讨论独立战争所需的贷款。日军与国民军在许多战役中协同作战，在英帕尔战役中，联军的攻势达到顶峰。1943年，印度与其他一些亚洲国家参加了大东亚会议，宣布反对种族歧视。在英国统治下的安达曼和尼科巴群岛，则被日本归还印度。1944年，鲍斯还派出青年学员前往日本的陆军士官学校和陆军航空士官学校以培养未来的飞行员。

## 现代关系
二战后，日印两国依然保持着友好关系。在远东国际军事法庭上，一位持反对意见的印度法官拉达宾诺德·巴尔作出了有利日本的判决。他的审判原则至今仍被日本人所熟记，这也被视为日印两国间亲密关系的象征。另一个经常被引用的故事则讲述了印度如何在1949年向东京动物园赠送两头大象，以鼓舞战败的日本帝国。
许多日本人还记得1951年印度拒绝签订主张限制日本主权与民族独立的旧金山和约。随后，双方开始重建外交关系，在1952年4月缔结了一个新的和平条约。在这一条约中印度宣布放弃对日本所有的赔款要求，它亦是二战后日本签署的第一个条约之一。随着外交关系的正式化，两国经贸和科技的交流亦稳固地确立起来。印度的铁矿石对日本战后经济的恢复有很大帮助，日本方面，1957年岸信介首相访印后，宣布提供印度日元贷款。尽管在冷战政治格局下，两国的关系受到了限制：二战后日本成为美国的盟友，而印度则是不结盟运动的一员，但自20世纪80年代以来，两国仍努力加强双边关系。印度“向东看”（Look East）的外交政策把日本视作重要的合作伙伴。1986年至今，日本已成为印度最大的援助方。
1998年，印度进行核武试验时，两国的关系一度落到低谷。日本宣布对印制裁，暂停双边关系，停止经济援助。三年后制裁解除，两国双边关系再次恢复。
2000年8月，日本首相森喜朗访印，并与印度缔结“21世纪日印全球伙伴关系”（英語：Japan-India Global Partnership in the 21st Century）。次年12月，印度总理瓦杰帕伊受邀访问日本，双方发表“日印联合宣言”，宣布进行“高级别战略对话”，加强经济、军事和反恐合作。2005年4月，日本首相小泉访问印度，在与印度首相辛格发表的联合声明《亚洲新时代日印全球伙伴关系的战略方向性》中，两国宣布将进一步加强战略合作与经贸关系。

### 经济
目前，日本是印度的第三大海外直接投资来源，自1991年以来日本公司对印投资总额已达26亿美元。根据2007年日本银行的一项年度调查，印度是日本企业最佳的海外长期投资目标。近年来，日本大量协助印度进行基础设施建设。2008年10月，日本宣布将给予印度45亿美元的低息贷款，以帮助印度建设新德里-孟买铁路项目。这一目前日本最大的海外投资项目反映了两国日益紧密的经济伙伴关系。现在，双方还正探讨着德里-孟买工业走廊项目和孟买-德里、德里-加尔各答的专用货运走廊（Dedicated Freight Corridor Projects）线路。
日本一家软件公司的经理吉田健一表示，在2009年底，印度的软件工程师们已成为日本IT产业的骨干，而与印度一起协作对日本相关产业的发展至关重要。2009年11月，日本JFE钢铁同意与印度第三大钢铁制造商JSW钢铁合作，在西孟加拉建立联合钢铁厂。
在2010年印度总理辛格访日期间，两国宣布加强商业交流，扩大民间沟通，并签署了一个备忘录，以简化双方公民的签证手续。根据这一备忘录，任何前往印度从事商业活动的日本公民将直接被给予一份为期三年的签证，日本方面对印度人亦然。这次访问的另一亮点是双方宣布取消下一个十年两国关税的94％：按照协议，在十年内日本对印度出口关税将被减少90％，印度对日出口关税将减少97%。此外，该年日本和印度还开启了关于全面经济伙伴关系协定的谈判。
下表是日本外务省统计的近年来日印两国的贸易额：
| 年份         | 2001 | 2002 | 2003 | 2004 | 2005 | 2006 | 2007 |
| ------------ | ---- | ---- | ---- | ---- | ---- | ---- | ---- |
| 印度对日贸易 | 22   | 21   | 22   | 26   | 32   | 41   | 41   |
| 日本对印贸易 | 19   | 19   | 24   | 30   | 35   | 45   | 61   |

（亿美元）

### 军事

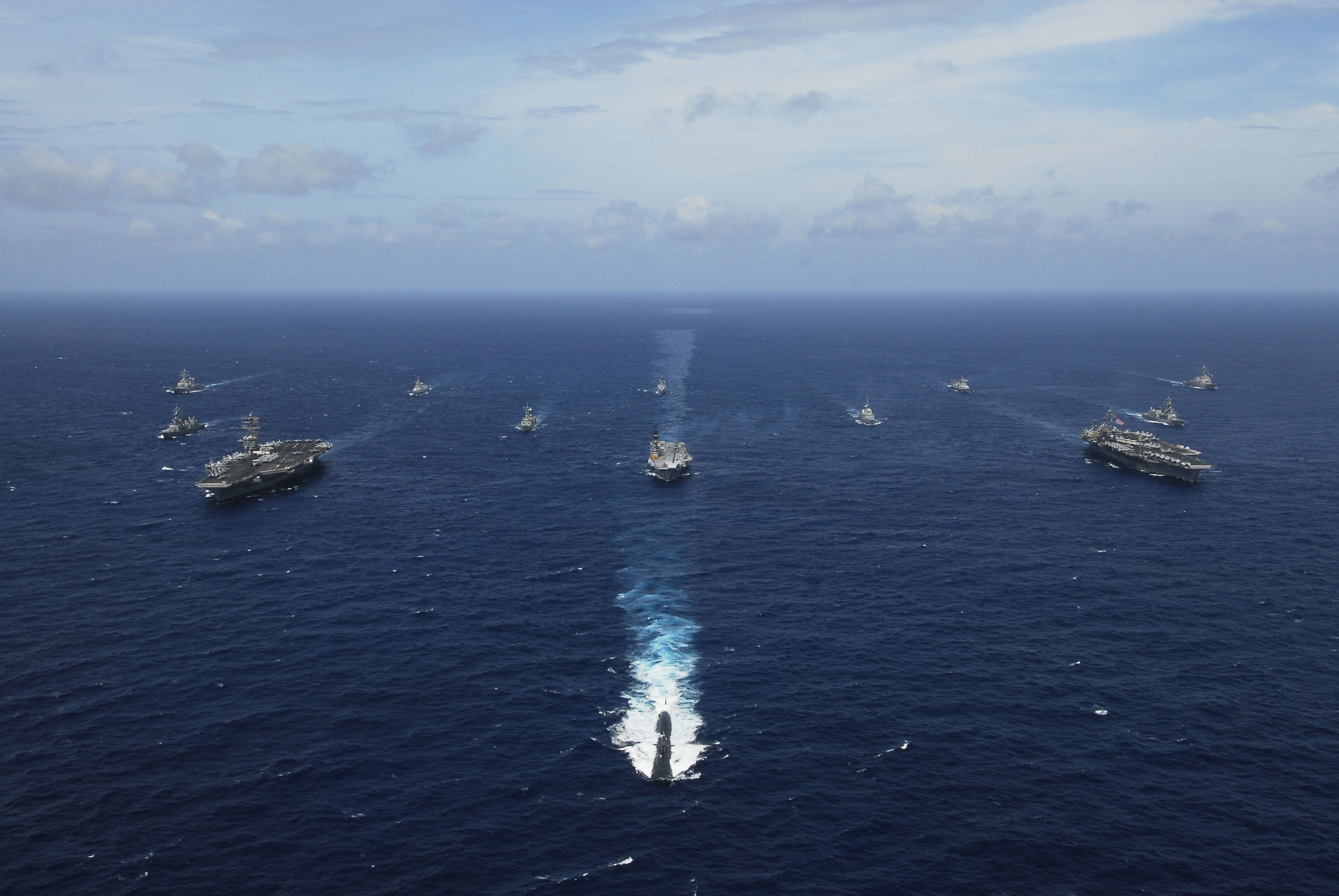
2007年日本海上自卫队和印度海军参加了马拉巴尔-07海上联合军演，许多这样的多变军事演习已成为日印两国军事合作的象征。

日本和印度也有密切的军事关系。两国在维护亚太和印度洋海上航线安全方面有着共同的利益，在打击国际犯罪、恐怖主义、海盗和防止大规模杀伤性武器扩散等领域有着合作。两国经常举行联合军事演习。2008年10月22日，日本和印度缔结了《安保共同宣言》，加强军事交流，也使印度成为除美国、澳大利亚外第三个与日本有安全协议的国家。

### 文化
日本和印度间保持着浓厚的文化交流。20世纪中后期，时值亚洲电影的黄金时代，借由电影这一媒介，两国文化交流进一步活跃，萨蒂亚吉特·雷伊、古鲁·度特等人的电影对日本产生了很大影响，黑泽明、小津安二郎、清水崇等人的电影也对印度有同样的巨大影响。
2007年，两国宣布该年为日印友好年，互相在国内举行文化活动。最近，日本政府还宣布支持那烂陀寺（著名的古代佛学研究中心）的重建工程 ，并同意提供财政援助。

## 延伸阅读
- Japan, India, and the Strategic Triangle with China（页面存档备份，存于） by Michael J. Green, Strategic Asia 2011-12: Asia Responds to Its Rising Powers - China and India (September 2011)
- Research, Reference and Training Division.  (PDF). New Delhi: Ministry of Information and Broadcasting, Government of India. 2008  [2013-09-11]. ISBN 81-230-1488-0. （原始内容 (PDF)存档于2013-09-03）.